# 503
503 (DIII) fue un año común comenzado en miércoles del calendario juliano, en vigor en aquella fecha. 
En el Imperio romano, el año fue nombrado el del consulado de Volusiano y Dexícrates, o menos comúnmente, como el 1256 Ab urbe condita, adquiriendo su denominación como 503 al establecerse el anno Domini por el 525.

## Acontecimientos

### Imperio bizantino
- Las guerras romano-persas continúan hasta 557. Más tarde se negocia la paz en 567.
- Promulgación del Edicto de Teodorico.